# 焦石镇
焦石镇，是中华人民共和国重庆市涪陵区下辖的一个乡镇级行政单位。

## 行政区划
焦石镇下辖以下地区：
中心社区、悦来社区、新井村、楠木村、永丰村、板栗村、瓦窑村、大溪村、光华村、向阳村、东泉村、龙石村、官坪村、谭中村、龙井村和白鹿村。